# Coenobita clypeatus
Cua ẩn sĩ Caribbea, Coenobita clypeatus là một loài cua ẩn sĩ.
Đây là loài bản địa từ phía tây Đại Tây Dương, Bahamas, Belize, phía nam Florida, Venezuela, quần đảo Virgin, Tây Ấn. Cua trưởng thành đào hang và ẩn dưới gốc cây lớn, và có thể được tìm thấy một khoảng cách đáng kể sâu trong nội địa.
Cua ẩn sĩ Caribbea là động vật ăn cỏ và ăn xác thối. Trong tự nhiên, C. clypeatus ăn động vật và xác thực vật, trái cây chín, và phân của động vật khác, bao gồm của kỳ nhông đất Mona, Cyclura stejnegeri. Vỏ ốc Tây Ấn (Cittarium pica) thường được chúng sử dụng làm nơi ở, và những con cua ẩn sĩ có thể sử dụng móng vuốt của nó lớn hơn để che miệng vỏ bảo vệ chống lại kẻ thù.